# Liberty Union Party
Liberty Union Party of Vermont, är ett socialdemokratiskt politiskt parti i USA. Partiet grundades 1970 av före detta kongressledamoten William H. Meyer, Peter Diamond, Dennis Morrisseau och andra. Partiet har sitt ursprung i antikrigsrörelsen och andra folkliga rörelser i slutet av 1960-talet och definierar sig själv som ett icke-våldsamt socialistiskt parti. Politikern Bernie Sanders har tidigare varit medlem i partiet.